# I’ll String Along with You
(You May Not Be an Angel, But) I’ll String Along with You ist ein Popsong, den Harry Warren (Musik) und Al Dubin (Text) verfassten und 1934 veröffentlichten.

## Hintergrund
Das Songwriter-Team Dubin/Warren schrieb den Song I’ll String Along with You für den Film Twenty Million Sweethearts (1934, Regie Ray Enright); Dick Powell und Ginger Rogers stellten den Song vor.

## Erste Aufnahmen und spätere Coverversionen
Dick Powell wurde bei seiner Filmaufnahme für das Lied von Ted Fio Rito und dessen Orchester begleitet. Noch im selben Jahr erschien eine Aufnahme mit Ted Fio Rito und dem Sänger Muzzy Marcellino (Brunswick 6859, 3. März 1934). Zu den Musikern, die den Song bereits 1934 coverten, gehörten in den Vereinigten Staaten Smith Ballew mit seinem Orchester (Banner 33028-A, 10. März 1934). Ballew übernahm auch die Gesangspartie. Weitere frühe amerikanische Interpreten waren Dave Harman und dessen Orchester (Bluebird B-5438; 3. April 1934). Bei dieser Aufnahme teilten sich Paula Fraser und Dave Harman den Gesang. In England entstanden Aufnahmen mit Charlie Kunz’ Casani Club Orchestra (SternO 1472; 11. August 1934), Ray Noble and his Orchestra zusammen mit dem Sänger Al Bowlly (His Masters Voice 30-12185, 28. Juni 1934), Jack Payne and his Band mit dem Sänger Billy Scott Coomber (Rex 8261-A; August 1934), Brian Lawrence, Denny Dennis/Roy Fox sowie Phyllis Robins (Rex 8319-A, Dezember 1934),
Die erste in Deutschland eingespielte Aufnahme brachte 1935 Heinz Wehner mit seinem Tanzorchester in Berlin auf den Markt. Sie trug den eingedeutschten Titel Du gehst an mir vorüber. Wehner übernahm dort den Gesangspart (Telefunken Musikus 20498, 9. Februar 1935). Nach dem Krieg kam Werner Müllers 1956 eingespielte Interpretation zu Gehör (Polydor BM 6021).
Der Diskograf Tom Lord listet im Bereich des Jazz insgesamt 48 (Stand 2015) Coverversionen, u. a. von Milton Brown and his Brownies (1936), Gerald Wilson mit den Thrasher Sisters (1946), Bob Wills and his Texas Playboys (1946), Nat King Cole Trio (1947), Doris Day mit Buddy Clark und Orchester (1949), Jo Stafford mit Gordon MacRae (1949), Cyril Stapleton (1950), Dean Martin (1953), Frank Sinatra (1954), Oscar Peterson (1955), Coleman Hawkins (1955), Dean Barlow (1955), Earl Bostic (1956), Louis Armstrong (1957), Sarah Vaughan (1958), Dave Pell Octet (1958), Brook Benton (1959), Cliff Richard and The Shadows (1959), Leroy Vinnegar (1963), Bobby Vee (1964), Teresa Brewer (1965) sowie Georgie Auld.
Auch Sonny Rollins (1987), Clifford Brown (Brown & Roach Inc.), Maxine Sullivan mit dem The Loonis McGlohon Quartet (1989), Stephanie Nakasian (1992), Warren Vaché mit Brian Lemon (1997). Diana Krall (1999) und B.B. King (2003) interpretierten das Lied.